# Hospital de St. Mary, Londres
Embora haja muitos hospitais nomeados Hospitais de St. Mary nos países de língua inglesa, o mais famoso é provavelmente o que está localizado em Paddington, Londres, Inglaterra. Fundado em 1845, o hospital até 1988 possuía sua própria faculdade de Medicina, que acabou sendo incorporada com Imperial College London.

## Pesquisadores famosos
- Alexander Fleming
- Almroth Wright
- John Scott Burdon-Sanderson
- Augustus Volney Waller
- Bernard Spilsbury

## Importantes avanços realizados no hospital
- Heroína (diacetilmorfina), descoberta em 1874.
- Penicilina (Penicillium Chrysogenum), descoberta em 1928.

## Pessoas famosas que nasceram no hospital
- Elvis Costello — músico britânico.
- Kiefer Sutherland — ator canadense.
- Michael Page — pugilista e lutador de artes marciais mistas britânico.
- Guilherme, Príncipe de Gales — filho mais velho do Rei Carlos III do Reino Unido e primeiro na linha de sucessão ao trono britânico.
- Henrique, Duque de Sussex — filho do Rei Carlos III do Reino Unido e sexto na linha de sucessão ao trono britânico.
- Peter Phillips — filho da Princesa Anne e décimo sexto na linha de sucessão ao trono britânico.
- Zara Phillips — filha da Princesa Anne e décima nona na linha de sucessão ao trono britânico é uma hipista.
- Lord Frederick Windsor — filho do Príncipe Michael de Kent e da Princesa Michael de Kent (nascida Baronesa Marie-Christine von Reibnitz) e um membro da Família Real Britânica.
- Lady Gabriella Windsor — filha do Príncipe Michael de Kent e da Princesa Michael de Kent (nascida Baronesa Marie-Christine von Reibnitz) e um membro da Família Real Britânica.
- Jorge de Gales — filho mais velho de Catarina, Príncesa de Gales e Guilherme, Príncipe de Gales (nascido William Arthur Philip Louis, antes William de Gales) é um membro da Família Real Britânica e segundo linha de sucessão ao trono britânico.
- Carlota de Gales - filha da Catarina, Príncesa de Gales  e Guilherme, Príncipe de Gales (nascido William Arthur Philip Louis, antes William de Gales) é um membro da Família Real Britânica.
- Luís de Gales- Filho da Catarina, Príncesa de Gales e Guilherme, Príncipe de Gales nascida William Arthur Philip Louis, (William de gales) e membro da Família Real Britânica.